# 三浦俊彦 (経営学者)
三浦 俊彦（みうら としひこ、1958年（昭和33年） - ）は、日本のマーケティング、消費者行動論の学者。中央大学商学部教授。同大学同学部でマーケティング論、消費者行動論の教鞭を執る。
専攻はマーケティング戦略論、消費者行動論、グローバル・マーケティング論、eマーケティング論、ブランド・マーケティング論。
京都市出身。

## 略歴
1977年 洛星高等学校卒業。1982年 慶應義塾大学商学部卒業。
1986年 慶應義塾大学大学院博士課程を中退。博士（商学）。同年中央大学商学部助手に就任。同、中央大学で専任講師、助教授を経る。
1995年 コロンビア大学コロンビア・ビジネス・スクール客員研究員。
1996年 ESCP（パリ高等商科大学）客員教授。1999年 中央大学商学部教授（現在に至る）。2007年 イリノイ州立大学経営学部客員教授。

## 著作

### 単著
- 『日本の消費者はなぜタフなのか』（有斐閣、2013年）

### 共著・共編著
- 『ポップカルチャーによる地域創生のマーケティング』（千倉書房、2025年）
- 『ジャパニーズ・ポップカルチャーのマーケティング戦略』（千倉書房、2022年）
- 『マーケティング戦略[第6版]』（有斐閣、2022年）
- 『地域デザインモデルの研究』（学文社、2020年）
- 『文化を競争力とするマーケティング』（中央経済社、2020年）
- 『ベーシック・マーケティング（第２版）』（同文舘、2019年）
- 『グローバル・マーケティング戦略』（有斐閣、2017年）
- 『小売＆サービス業のフォーマットデザイン』（同文舘、2016年）
- 『コンテクストデザイン戦略』（芙蓉書房、2012年）
- 『現代経営入門』（高橋宏幸、丹沢安治、花枝英樹と共著）（有斐閣、2011年）
- 『地域ブランドのコンテクストデザイン』（同文舘、2011年）
- 『ベーシック・マーケティング』（同文舘、2010年）
- 『ブランドデザイン戦略』（芙蓉書房、2010年）
- 『グローバル・マーケティング入門』（日本経済新聞出版社、2009年）
- 『マーケティング戦略論』（芙蓉書房、2008年）
- 『スロースタイル』（新評論、2007年）
- 『eマーケティングの戦略原理』（有斐閣、2002年）
- 『マーケティング戦略』（有斐閣、1996年）

### 分担執筆
- 『Case Studies of International Marketing and International Business』（Chuo University Press、2000年）

### 監修・共同監修
- 『なぜ脳は「なんとなく」で買ってしまうのか？』（ダイヤモンド社、2013年）

### 共訳
- 『グローバル・ビジネス戦略』（M.Kotabe & K.Helsen著、同文舘、2001年）
- 『マーケティング・フォンダマンタル』（E.Vernette著、ミネルヴァ書房、1994年）
- 『戦略的マーケティング』（J-J.Lambin著、嵯峨野書院、1990年）